# 安野夢洋子
安野夢洋子（安野モヨコ，1971年3月26日—）是日本漫畫家、khara工作室董事。出生于東京都杉並區，成长于东京都多摩市。O型血。毕业于關東高中（现为聖德學園高中）。高中三年級時出道，陸續推出多部作品，已有數部動畫化或真人化。丈夫是知名的動畫導演庵野秀明。

## 经历
1989年就讀高中時作品〈まったくイカしたやつらだぜ!〉刊登在《別冊少女フレンドDXジュリエット》7月號而出道。曾一邊連載一邊擔任岡崎京子的助手，契機是安野寄粉絲信給岡崎。
2012年4月6日，繼庵野秀明後，安野梦洋子的名字也被用于命名火星与木星轨道间的一颗小行星（编号300082）

。

## 筆名
筆名取自繪本作家安野光雅及夢野久作的推理小說《腦髓地獄》中登場人物「呉モヨ子」。

## 漫畫作品
- 《超感電少女莫娜》（超感電少女モナ）
  - 1994年連載
- 《TRUMPS!》（TRUMPS!）
  - 1994年連載
- 《Peek a boo!》（Peek a boo!）
  - 1995年連載
- 《HAPPY MANIA‧戀愛暴走族》（ハッピーマニア）
  - 1995年連載，1998年拍成連續劇
- 《旋轉木馬中的傑麗》（ジェリー イン ザ メリィゴーラウンド）
  - 1997年連載
- 《外星戀曲》（パトロール・QT）
  - 1997年連載
- 
  - 1997年連載
- 《Chasing Amy》（チェイシング・エイミー）
  - 1998年連載
- 《愛情大師 X》（ラブ・マスターX）
  - 1998年連載
- 《天使幻音》（エンジェリック・ハウス）
  - 1999年連載
- 《變色龍軍團》（カメレオン・アーミー）
  - 1999年連載
- 《JELLY BEANS 荳蔻奇夢》（ジェリービーンズ）
  - 1999年連載
- 《Tundra Blue Ice》（ツンドラブルーアイス）
  - 2000年連載
- 《花與蜜蜂》（花とみつばち）
  - 2000年連載
- 《寶貝 G》（ベイビーG）
  - 2001年連載
- 《惡女花魁》（さくらん）
  - 2001年連載
  - 港譯《櫻花夢》台譯《煙花夢》
- 《魔女的考驗》（シュガシュガルーン）
  - 2003年連載
  - 港譯《魔界女王候補生》
  - 曾經在第29回講談社漫畫賞兒童部門得獎
- 《工作狂人》（働きマン）
  - 2004年連載
- 《監督不行屆》（監督不行届）
  - 2005年連載
  - 台釋《監督脫線日記》
- 《小不點》
  - 2008年 朝日新聞 朝日新聞出版
- 《鼻下長紳士回顧錄》

## 其它作品
- 《美人畫報》

## 獲獎紀錄
- 《魔女的考驗》：第29屆講談社漫畫獎兒童部門
- 《鼻下長紳士回顧錄》：第23屆日本新媒體動漫藝術節漫畫部門優秀賞

## 外部連結
- 安野モヨコ 蜂蜜
- 安野モヨコ Anno Moyoco Official website 蜂蜜 （页面存档备份，存于）
- jp.yahoo安野夢洋子特集(揭載期間：2006年2月1日～3月15日) （页面存档备份，存于）
- 找寻属于自己的原创 安野Moyoco  （页面存档备份，存于）
- 安野モヨコ的X（前Twitter）
- 安野モヨコ Official Facebook的Facebook專頁